# Ludwig Carl Christian Koch
Ludwig Carl Christian Koch (8 de noviembre de 1825 - 1 de noviembre de 1908) fue un entomólogo alemán especializado en aracnología.
Nació en Ratisbona y murió en Núremberg, ambas en Alemania. Inicialmente estudió Derecho en Núremberg pero después cambió a Medicina y Ciencias. Desde 1850 ejerció como médico en el distrito de Wöhrd en Núremberg.
Está considerado entre los cuatro entomólogos y aracnólogos más influyentes de la segunda mitad del siglo XIX. Escribió numerosos trabajos sobre arañas de Europa, Siberia y Australia. Su trabajo ganó reputación mundial, llegando a llamársele coloquialmente Spider Koch (Araña Koch).
No debe confundirse con su padre Carl Ludwig Koch (1778–1857), otro famoso aracnólogo. Su nombre es abreviado como L.Koch en la descripción de especies, mientras que su padre es abreviado como C.L.Koch

## Trabajos
- Die Myriapodengattung Lithobius. J. L. Lotzbeck, Nuremberg 1862
- Die Arachniden-Familie der Drassiden. J. L. Lotzbeck, Nuremberg 1866
- Uebersichtliche Darstellung der europäischen Chernetiden (Pseudoscorpione). Bauer & Raspe, Nuremberg 1873
- Aegyptische und Abyssinische Arachniden (Arácnidos de Egipto y Abisinia) Recogidos por el señor C. Jickeli. Bauer & Raspe, Nuremberg 1875
- Verzeichniss der in Tirol bis jetzt beobachteten Arachniden nebst Beschreibungen einiger neuen oder weniger bekannten Arten (Listado de los arácnidos del Tirol y descripción de alguna de las nuevas especies encontradas o menos conocidas). 1876
- Japanesische Arachniden und Myriapoden. (Miriápodos y arácnidos de Japón). Con dos tablas (Vorgelegt in der Versammlung am 3. October 1877.) In: Verhandlungen der der k.-k. zoologisch-botanischen Gesellschaft in Wien, Jahrgang 1877, Band 27, W. Braumüller, Wien 1878, Seite 735-798 & Tafeln XV u. XVI.
- Arachniden aus Sibirien und Novaja Semlja recogidas en la expedición sueca de 1875. P.A. Norstedt & Söner, Estocolmo 1879
- Die Arachniden Australiens (1871-1883), su principal estudio sobre las arañas de Australia, terminado por Eugen von Keyserling debido a que se le produjo una ceguera (Worldcat)

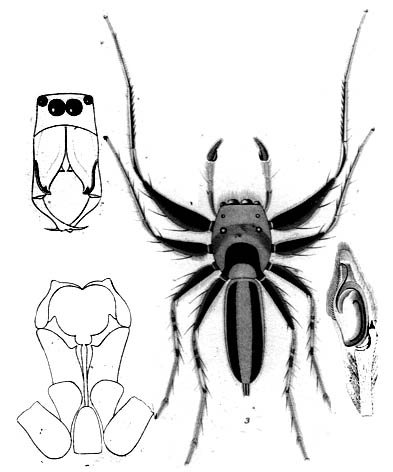
Cosmophasis micarioides L. Koch (dibujado por L. Koch 1880)
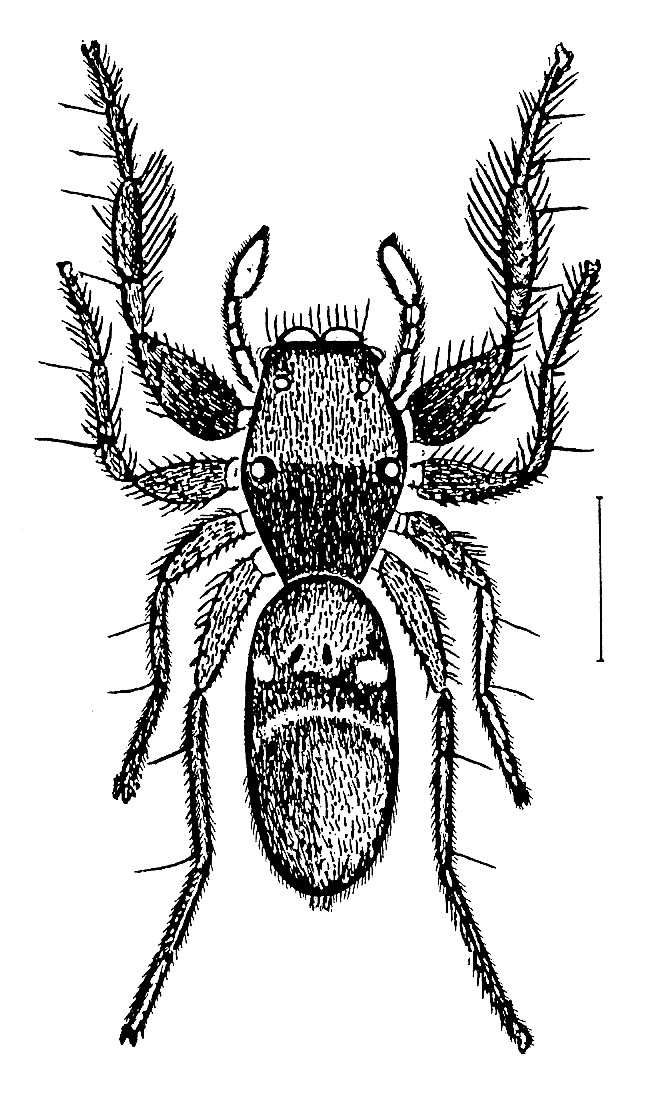
Rhombonotus gracilis (dibujado por L. Koch, 1877)

## Abreviatura (zoología)
La abreviatura L. Koch  se emplea para indicar a Ludwig Carl Christian Koch como autoridad en la descripción y taxonomía en zoología.